# Бјанки (Сондрио)
Бјанки је насеље у Италији у округу Сондрио, региону Ломбардија.
Према процени из 2011. у насељу је живело 15 становника. Насеље се налази на надморској висини од 848 м.